# Ivankovo
Ivankovo er en by  og kommune i distriktet Vukovar-Srijem i Slavonien i det østlige Kroatien. Den ligger omkring 10 km vest for  Vinkovci.
Den havde i 2011 en befolkning på  8.006 (folketælling 2011), i følgende bebyggelser:
- Ivankovo, indb.: 6.194
- Prkovci, indb.: 549
- Retkovci, indb.: 1.263

99.66%  af indbyggerne var  Kroater (2011).